# Pietro Durazzo (Doge, 1560)

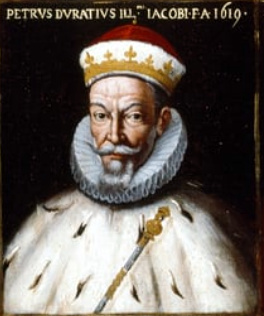
Pietro Durazzo

Wappen der Familie Durazzo

Pietro Durazzo (* 8. August 1560 in Genua; † 18. Dezember 1631 ebenda) war ein italienischer Politiker und der 93. Doge der Republik Genua.

## Leben
Als Sohn des für zwei Jahre wirkenden Dogen Giacomo Grimaldi Durazzo (1573–1575) und Maria Maggiolo wurde er um 1560 in Genua geboren.
Pietro Durazzo gehörte zur politischen Strömung des sogenannten „neuen“ genuesischen Adels und trat in die Fußstapfen seines Vaters und seiner Familie (vor allem an der Seite seines Bruders Agostino), indem er sich sofort in die Familienangelegenheiten einmischte und sich persönlich mit den verschiedenen wirtschaftlichen und politischen „Mächten“ der Republik Genua und der Banco di San Giorgio auseinandersetzte.
Wie es bei den jungen genuesischen Patriziern üblich war, hatte er neben seinen Studien eine militärische Ausbildung und war bereits 1585 einer der dreißig Hauptmänner, die mit der Bewachung und Verteidigung im Dienste der ligurischen Hauptstadt standen. Die Hauptinteressen von Pietro Durazzo waren jedoch so stark mit dem Wirtschafts- und Finanzsektor verbunden, dass er nach seiner Ernennung zum Senator der Republik im Jahr 1591 als einziger sieben Mal die Position des Protektors der genuesischen Bank innehatte. Darüber hinaus war er im Laufe von zwanzig Jahren, von 1594 bis 1617, Verantwortlicher und Referent in verschiedenen republikanischen Magistraten: Magistrat am Cambi, bei den außerordentlichen Steuern, im Büro der Caratati, vorübergehend bei den Öl- sowie den Wein- und Münzämtern (im letzteren führte er 1616 den Vorsitz einer Reformkommission). In den Jahren 1600 und 1608 wurde er auch zum obersten Sindacatore gewählt, einer der höchsten juristischen Ämter mit Kontrolle über den Dogen und seiner beiden Kollegen.
1606 war er für die Fortezza del Priamar in Savona verantwortlich. 1609 wurde er zum Magistrat von Korsika ernannt und 1616 mit dem neuen Amt des Leiters der korsischen Insel. Zusammen mit Giovan Battista Doria, der den zukünftigen Dogen Ambrogio Doria (1621) ersetzte, begaben er sich 1618 in der Markgrafschaft von Finale zu einem offiziellen Besuch beim neuen Gouverneur von Mailand, Gómez Suárez de Figueroa y Córdoba.
Nach dem Ende des Doganats von Giovanni Giacomo Imperiale Tartaro kehrte Pietro Durazzo nach Genua zurück, um an der Sitzung des Großen Rates teilzunehmen, bei welcher der neue Nachfolger unter den beiden Hauptkandidaten gewählt wurde: Paolo Sauli und Federico De Franchi, der letztere Schwager von Durazzo. Der Erste galt als Vertreter des alten Adels während De Franche zur neuen Fraktion zählte. Beiden fehlte fast unerwartet die entsprechende Unterstützung und die damit notwendigen Stimmen für die Wahl. Auch im zweiten Wahlgang fehlte das Quorum der „alten Adeligen“, das Paolo Sauli das Doganat garantiert hätte, und im dritten Wahlgang wurde mit nur zwei Stimmen Vorsprung (199 gegen 197) Pietro Durazzo für die Führung der Republik gewählt: der 93. in der Geschichte der Dogen und der 48. in der zweijährigen Folge.

### Doganat
Dank der autoritären und „strengen“ Politik die seine Vorgänger in Genua (und in den unterworfenen Gebieten) zu Beginn der Jahrhundertwende begonnen hatten, besonders bei den Machtkämpfen zwischen den rivalisierenden Familien, wird die zweijährige Amtszeit des Dogen Pietro Durazzo in den Annalen als eine insgesamt ruhige und routinemäßige Verwaltung bezeichnet. Selbst im internationalen Szenario könnten die politischen und wirtschaftlichen Beziehungen der Republik Genua mit den italienischen und europäischen Großmächten trotz der Zunahme der Ereignisse und Unruhen, die bald zum Ausbruch des Dreißigjährigen Krieges (1618–1648) führen sollten, als stabil und unverändert bezeichnet werden.
Im Vertrauen auf die Unterstützung des Volkes und des Adels (auch des „alten“ Adels, der in der Tat für seine Wahl ausschlaggebend war) konnte sich der Doge Durazzo voll und ganz auf die großen städtebaulichen Arbeiten konzentrieren, die einige Jahre zuvor in Genua begonnen worden waren, wie die Vollendung der „Strada Nuovissima“ (heute Via Balbi), die Fortsetzung der bereits bestehenden „Strada Nuova“ (heute Via Garibaldi), Sitz vieler genuesischer Adelsfamilien mit ihren prächtigen Palästen aus dem 16. und 17. Jhd. Pietro Durazzo selbst war zusammen mit seinem Bruder Agostino und seinem Sohn Giacomo Bauherr eines vom Architekten Andrea Ceresola entworfenen Palastes in der Vico De Marini.

### Die letzten Jahre
Als seine Amtszeit als Doge am 2. Mai 1621 endete, wurde Pietro Durazzo zum ewigen Prokurator ernannt (eine Position, die allen ehemaligen Dogen nach der befürwortenden Stellungnahme einer Sonderkommission der obersten Sindacatori zustand). Er übte weiterhin seine Positionen in der Verwaltung des genuesischen Staates und im Finanzdienst für die Banco di San Giorgio aus. Im Jahr 1626 und erneut von 1630 bis 1631 war er Leiter des Magistrats von Korsika.
Aus gesundheitlichen Gründen musste er 1631 das Amt des Protektors des Santo Offizio aufgeben, eine Krankheit, die zu seinem Tod am 18. Dezember desselben Jahres führte. Sein Leichnam wurde in dem von seinem Großvater Giovanni Durazzo errichteten Familiengrab in der Chiesa della Consolazione in Genua beigesetzt.

### Privatleben
Aus seiner Ehe mit Aurelia Saluzzo (Tochter von Agostino Saluzzo, der ebenfalls dem neuen Adel angehörte) hatte er sieben Kinder: Giacomo (1587), Maria (1588), Nicolò (1589), Cassandra oder Violante (1591), Battista (1592), Cesare (1593), der in den Jahren 1665–1667 Doge wurde, und Stefano (1594). Letzterer war von 1635 bis 1664 Erzbischof von Genua und dann Kardinal.
Zu seinen Neffen gehören die Dogen Pietro 1685–1687 (Sohn von Cesare) und Stefano Durazzo 1734–1736 (Sohn von Pietro).